# Chester (Californië)
Chester is een plaats (census-designated place) in de Amerikaanse staat Californië, en valt bestuurlijk gezien onder Plumas County. Chester ligt aan de westkant van het kunstmatige stuwmeer Lake Almanor.

## Demografie
Bij de volkstelling in 2000 werd het aantal inwoners vastgesteld op 2316.

## Geografie
Volgens het United States Census Bureau beslaat de plaats een oppervlakte van
18,9 km², waarvan 18,7 km² land en 0,2 km² water. Chester ligt op ongeveer 1382 m boven zeeniveau.

## Plaatsen in de nabije omgeving
De onderstaande figuur toont nabijgelegen plaatsen in een straal van 16 km rond Chester.